# 海王星日食
海王星日食是当海王星的卫星在海王星和太阳之间穿过时，在海王星表面上观测到的现象。海王星所有的内层卫星与海卫一都能在海王星上产生日食。其他卫星由于距离海王星过远或自身较小，无法在海王星表面产生本影，而发生卫星凌日。
虽然海王星的一些卫星能完全遮蔽太阳而在海王星上产生日食，但海王星日食仍然十分罕见。这是由于海王星具有高达28°的轨道倾角。同时，海王星最大的卫星海卫一的轨道平面与海王星的轨道平面有25°的倾角，使得海卫一造成的日食非常少见。即使海卫一的影子从海王星表面掠过，海王星上经历的日食时间也非常短，因为海卫一的公转方向与海王星自转方向相反。